# Горбачёва, Наталья Николаевна
Ната́лья Никола́евна Горбачёва (3 июля 1959, Херсон — 9 ноября 2014, Калининград) — российская писательница, поэтесса и журналистка.

## Биография
Родилась в Херсоне, выросла в Калининграде, окончила среднюю школу № 21. Затем поступила в Казанский государственный институт культуры, получила специальность библиотекарь-библиограф.
Первый муж Натальи Николаевны погиб в октябре 1981 года. Второй раз она вышла замуж в 1983 году.
С 1981 по 1984 г. вместе с родителями и дочерью жила в Заполярье, затем снова вернулась в Калининград.
Занималась в Калининградском литературном объединении «Родник» под руководством Сэма Симкина.
В 1989 г. на городском поэтическом турнире была избрана «Королевой поэзии».
Дебютная книга «Место встреч» вышла в 1990 г. в серии «Поэтический дебют». Вскоре после этого Наталья Горбачёва была принята в Союз российских писателей. За эту книгу в 1999 г. получила литературную премию «Вдохновение».
В 1999 г. была награждена почётной грамотой «Человек. Событие. Город.» в номинации «Пресса года», в 2001 г. лауреат премии издательского дома «Провинция».
Май 2015 года презентация книги стихов «Окружающий четверг».
Публиковалась в газете «Калининградская правда».
Скончалась 9 ноября 2014 года.